# 아들과 딸
《아들과 딸》은 1992년 10월 3일부터 이듬해 5월 9일까지 방영된 문화방송 주말연속극이다.

## 기획 의도
1960년대 말부터 1970년대까지를 시대적 배경으로 남아선호사상이 뿌리 깊었던 시대에 이란성 쌍둥이 후남과 귀남을 내세워 가족간의 갈등과 화해를 통해 가족과 혈연의 의미를 되짚어보고, 후남과 미현의 우정을 통해 여자들 사이에도 평생 계속되는 우정이 가능하다는 것을 보여주는 것이 이 작품의 기본 주제이다.

## 줄거리
후남이네는 시어머니로부터 딸만 낳았다고 온갖 구박을 받으며 무식하지만 생활력 강한 어머니와 제대로 되는 일이 없이 한량으로 살면서 가장이라는 것만으로 권위적인 아버지 사이에 딸 넷과 아들 하나가 있다. 후남은 위로 언니 둘을 두었으며 귀남과 함께 이란성 쌍둥이로 태어나고 아래로는 막내동생 종말이가 있다. 후남은 아들과 같이 태어났다는 이유만으로 아들의 앞길을 막는다고 다른 딸들보다 더 구박을 받는다.

## 등장 인물

### 주요 인물
- 김희애(이후남) : 이귀남의 쌍둥이 누나.후남의 학문에 대한 열정을 억누르는 엄마의 차별로 모진 시간을 보냈다. 출판사를 다니며 억척스럽게 방송통신대학교에서 공부했고 대학 졸업 후에는 국어교사 겸 작가가 된다. 후일 한석호의 아내.
- 최수종(이귀남) : 이후남의 쌍둥이 동생. 아들이란 이유로 부모의 전폭적인 기대를 받지만 후남에 대한 열등감과 부채의식이 있다. 대학생 때 친해진 안미현을 좋아했으나 우유부단한 성격과 강성자와의 결혼으로 친구로 남게 된다. 후일 강성자의 남편.
- 채시라(안미현) : 고등학생 때 이후남과 펜팔을 통해 알게 되어 친구가 된다. 대학생 때는 이귀남과도 친해져 서로 이성적 감정까지 있었으나 그냥 친구로 남게 된다.
- 오연수(강성자) : 이종말의 동갑친구. 어렸을 때부터 귀남을 흠모해왔으며, 귀남이 좋아하는 미현에게 결혼 후까지도 질투심을 가진다.

### 후남 & 귀남 가족
- 정혜선(어머니) : 줄줄이 딸만 낳다가 아들을 낳았으나 쌍둥이 딸까지 같이 태어나자 아들 귀남이 안 되는 일들은 모두 후남의 잘못이라고 생각한다. 똑똑한 후남은 골치 아프고 감당 안 되는 존재에 불과하다.
- 백일섭(이만복) : 아버지. 집안일을 돌보지 않는 한량이다. 애창곡은 '홍도야 우지마라'이다.
- 김성찬(이종숙 남편) : 귀남의 매형이자 후남, 종말의 형부. 만복의 술친구로 후에 택시기사로 취직힌다.
- 권재희(이종숙) : 귀남의 누나. 후남, 종말의 언니. 슬하에 소영, 지영 두 딸을 두고 있다.
- 곽진영(이종말) : 귀남, 후남의 막내동생. 천방지축에 단순무식. 미현의 도움으로 서울에 올라와 미현 엄마의 미용실 보조직원으로 일한다.

### 미현 가족
- 고두심(미현 어머니) : 미용사. 순미 언니, 미혼모 가장으로 미현을 남부럽지 않게 키우려 노력한다.
- 선우은숙(순미) : 미현 이모

### 주변 인물
- 박혜숙(성자 어머니)(도여사)
- 박세준(규태) : 귀남의 고향친구
- 한석규(한석호) : 후일 이후남의 남편이자 귀남의 과동기. 서울지검 검사. 후남을 괴롭히는 못된 남자로부터 후남을 지켜준다.
- 전인택(서준표) : 과거 미현의 이모 순미와 연인이었다가 오해로 독일에 건너가 결혼했으나 사고로 가족을 모두 잃고 돌아와 순미와 다시 만나서 결혼에 성공한다.
- 윤철형(한봉팔) : 다방 DJ 준. 종말과 사귐.
- 김현숙(규태 처)
- 이정훈(우정기) : 미현하고 선본 남자. 극중 미현 엄마가 우교수라고 부름. 이모부와 바둑을 자주 둔다.

### 그 외 인물
- 이주실(문씨 아줌마) : 후남이 가출한 후 돌봐주던 김밥장사 아줌마
- 이은철(동춘) : 후남의 가출시절 성추행을 하려던 전과범 출신. 후남에게 한동안 공포의 대상으로 남게 됨
- 이원재(출판사 사장)
- 김영석(출판사 편집장)
- 한태일(양조장 구사장)
- 이윤아(선미) : 미현 엄마네 미용실 직원
- 박선영 : 옥자 역. 후남의 가출 시절 공장에서 일할 때 후남을 유난히 챙긴 남자 같은 동료. 후남이 공장을 떠나게 된 결정적 원인을 제공함.
- 최민식, 고용화, 김소이, 박진성, 김정현, 이계인, 이원용, 이배국, 문회원, 이미지, 박종설
- 제21기 공채 탤런트 일동
  - 최범호(우체부)
  - 장동건, 윤동환, 조현숙, 김원희, 박주미

## 수상 경력
- 1992년 MBC 연기대상 여자 신인상 - 곽진영
- 1993년 MBC 연기대상 대상 - 김희애
- 1993년 MBC 연기대상 남자 최우수상 - 최수종
- 1993년 MBC 연기대상 여자 최우수상 - 채시라
- 1993년 MBC 연기대상 남자 신인상 - 한석규

## 결방 및 2회 연속 방영(1992년)
- 11월 28일 : 5시부터 MBC 특별기획 《어린이에게 새생명을》 1~4부 방송으로 결방[2]
- 11월 29일 : 7시부터 17~18회 연속 방송

## 참고 사항
- 담당 연출자 장수봉 PD는 해당 작품에 앞서 <머나먼 쏭바강>을 기획하며 작가까지 선정했으나 MBC의 예산문제로 제작일정이 지연됐고[3] 이 작품은 나중에 SBS에서 방송됐다.
- 채시라는 1992년 2월 막을 내린 자사 드라마 《여명의 눈동자》 이후 한동안 대학원 시험 때문에 연기활동을 고사했다가 《아들과 딸》로 안방극장 복귀했다.[4]
- 당초 50부작으로 기획됐지만 인기에 힘입어 64부작으로 연장되었지만 이후 스토리의 긴장감이 조금 떨어지며 주춤하기도 했지만 후남이 소설가로 성공하고 가족들과 화해하는 감동적인 결말에 이르러 다시 60%대로 시청률이 상승했다.[5]
- 한석호 역은 당초 문성근이 낙점되었으나 개인사정 때문에 캐스팅이 불발되자 한석규가 대타로 들어갔다.[6]
- 1998년 1월 5일부터 4월 8일까지 MBC 드라마 걸작선으로 재방영되었으며[7] 해당 작품부터 MBC 드라마 걸작선은 평일 오전 8시 10분에 방송됐다.
- MBC ON에서 재방송되었다.